# Парк Атлетів
Парк Атлетів (порт. Parque Dos Atletas; також відомий як Олімпійський парк «Рок-місто» (Parque Olímpico Cidade do Rock)) — парк у районі Барра-да-Тіжука у західній частині Ріо-де-Жанейро.

## Історія
Старе «Рок-місто» існувало в Ріо-де-Жанейро з середини 1980-х. Створене для міжнародного рок-фестивалю «Рок у Ріо» 1985 року, воно приймало також фестиваль «Рок у Ріо 3» у 2001 році. Вміщало до 250 000 глядачів.
Для Панамериканських ігор 2007 на його місці збудували «Спортивний комплекс „Рок-місто“» (Complexo Esportivo Cidade do Rock), що складався з двох тимчасових стадіонів для бейсболу (3 000 глядачів) і софтболу (2 000 глядачів). Споруди сильно постраждали під час проливних дощів, тому від проведення змагань мусили відмовитися.
На місці старого «Рок-міста» зараз знаходиться Олімпійське село Літніх Олімпійських ігор 2016.

### Сучасне Рок-місто
Нове «Рок-місто» розташоване на північний схід від старого — поблизу виставочного центру Ріосентро. Будівництво розпочато 2010 року, завершено через рік. У ньому відбулися фестивалі «Рок у Ріо 4» (2011), «Рок у Ріо 5» (2013) і «Рок у Ріо 6» (2015).
Під час Олімпійських ігор 2016 нове «Рок-місто» («Парк Атлетів») є зоною відпочинку для глядачів і делегацій. У ньому знаходяться тенісний корт, стіна для скелелазання, дитячий майданчик, ковзанка, роздягальні з душевими, велосипедна доріжка в 1 420 м.